# Чол, Мачоп
Мачоп Малуал Питер Чол (англ. Machop Malual Peter Chol; 14 ноября 1998, Хартум, Судан) — южносуданский футболист, нападающий клуба «Сан-Антонио» и сборной Южного Судана.

## Карьера
Чол родился в столице Судана Хартуме в семье выходцев с юга страны. Его семья иммигрировала в США в 2000 году, где поселилась в городе Кларксоне, штат Джорджия. Он начал заниматься футболом в детской команде «Ди-ди-уай-эс-си Вулвз», местной спортивной секции «Уай-эм-си-эй». В 2016 году попал в первый набор академии футбольного клуба «Атланта Юнайтед».
В 2017—2020 годах Чол обучался в Университете Уэйк-Форест по специальности «Коммуникация» и играл за университетскую футбольную команду «Уэйк-Форрест Димон Диконз». В Национальной ассоциации студенческого спорта сыграл 65 матчей и забил 13 мячей.
19 января 2021 года клуб MLS «Атланта Юнайтед» подписал с Чолом контракт по правилу доморощенного игрока. Его профессиональный дебют состоялся 17 апреля в матче стартового тура сезона 2021 против «Орландо Сити», в котором он вышел на замену во втором тайме вместо Джейка Малрейни. 28 августа в матче «Атланты Юнайтед 2» в Чемпионшипе ЮСЛ против «Талсы» забил свой первый гол в профессиональной карьере. 15 апреля 2023 года в матче против «Торонто» забил свой первый гол в MLS. В начале октября Чол перенёс операцию по восстановлению сухожилия подколенного сухожилия, из-за чего пропустил остаток сезона 2023. По окончании сезона 2023 «Атланта Юнайтед» отклонила опцию продления контракта Чола.
2 апреля 2024 года Чол подписал контракт с клубом Чемпионшипа ЮСЛ «Сан-Антонио». Дебютировал за «Сан-Антонио» 6 апреля в матче против «Лас-Вегас Лайтс», выйдя на замену на 57-й минуте вместо Хьюго Мбонга. 20 апреля в матче против «Хартфорд Атлетик» забил свой первый гол за «Сан-Антонио».
За сборную Южного Судана Чол дебютировал 27 января 2022 года в товарищеском матче со сборной Узбекистана.

## Статистика выступлений

### Клубная статистика
| Выступление                   | Выступление      | Выступление      | Лига | Лига | Плей-офф | Плей-офф | Кубок | Кубок | Континент | Континент | Итого | Итого |
| Клуб                          | Лига             | Сезон            | Игры | Голы | Игры     | Голы     | Игры  | Голы  | Игры      | Голы      | Игры  | Голы  |
| ----------------------------- | ---------------- | ---------------- | ---- | ---- | -------- | -------- | ----- | ----- | --------- | --------- | ----- | ----- |
| Атланта Юнайтед               | MLS              | 2021             | 9    | 0    | 0        | 0        | —     | —     | 0         | 0         | 9     | 0     |
| Атланта Юнайтед               | MLS              | 2022             | 6    | 0    | —        | —        | 0     | 0     | —         | —         | 6     | 0     |
| Атланта Юнайтед               | MLS              | 2023             | 19   | 2    | 0        | 0        | 1     | 0     | 0         | 0         | 20    | 2     |
| Атланта Юнайтед               | Итого            | Итого            | 34   | 2    | 0        | 0        | 1     | 0     | 0         | 0         | 35    | 2     |
| Атланта Юнайтед 2 (фарм-клуб) | USLC             | 2021             | 3    | 1    | —        | —        | —     | —     | —         | —         | 3     | 1     |
| Атланта Юнайтед 2 (фарм-клуб) | USLC             | 2022             | 2    | 0    | —        | —        | —     | —     | —         | —         | 2     | 0     |
| Атланта Юнайтед 2 (фарм-клуб) | MLS Next Pro     | 2023             | 3    | 1    | —        | —        | —     | —     | —         | —         | 3     | 1     |
| Атланта Юнайтед 2 (фарм-клуб) | Итого            | Итого            | 8    | 2    | —        | —        | —     | —     | —         | —         | 8     | 2     |
| Сан-Антонио                   | USLC             | 2024             | 16   | 2    | —        | —        | 1     | 0     | —         | —         | 17    | 2     |
| Всего за карьеру              | Всего за карьеру | Всего за карьеру | 58   | 6    | 0        | 0        | 2     | 0     | 0         | 0         | 60    | 6     |

Источники: Transfermarkt, Soccerway, Footballdatabase.eu.

### Международная статистика
| Команда     | Год   | Игры | Голы |
| ----------- | ----- | ---- | ---- |
| Южный Судан |       |      |      |
| 2022        | 2     | 0    |      |
| 2023        | 1     | 0    |      |
| 2024        | 3     | 0    |      |
| Всего       | Всего | 6    | 0    |

Источник: National Football Teams.